# Patrick Caulfield
Patrick Caulfield (* 29. Januar 1936 in London; † 29. September 2005 ebenda) war ein englischer Maler, Druckgrafiker und Illustrator. Er zählt zur britischen Pop Art.

## Leben

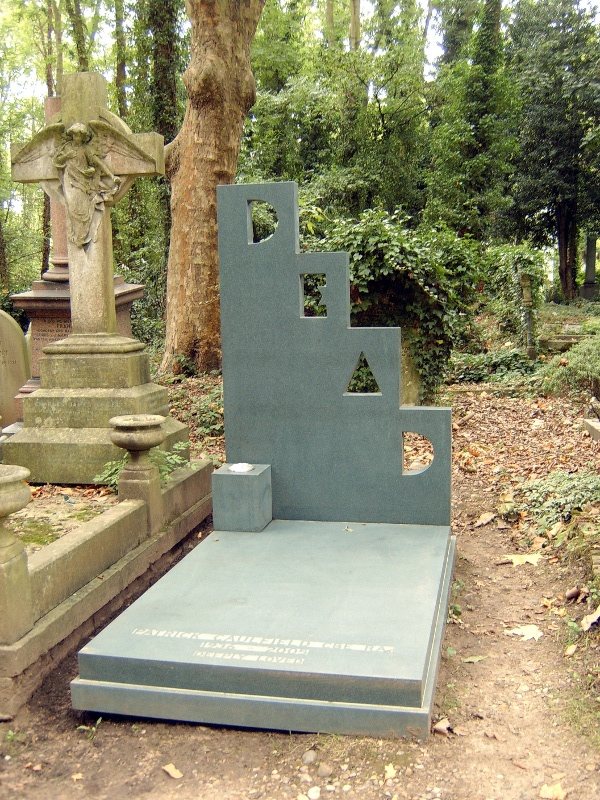
Caulfields Grab auf dem Highgate Cemetery in London

Patrick Caulfield studierte an der Chelsea School of Art in London von 1956 bis 1960 und am Royal College of Art von 1960 bis 1963. Er nahm an der berühmt gewordenen Young-Contemporaries-Ausstellung des Jahres 1961 teil, welche die Royal-College-Studenten um David Hockney, R. B. Kitaj, Allen Jones, Derek Boshier und Peter Phillips mit einem Schlag bekannt machte. Nach dem Studium kehrte Caulfield als Hochschullehrer an die Chelsea School of Art zurück (1963–1971).
Im Jahr 1964 wurden seine Werke in der Pop-Art-New-Generation-Ausstellung in der Whitechapel Art Gallery in London gezeigt. Caulfield war aber kein typischer Pop-Art-Künstler. Beeinflusst von Juan Gris, Legér und René Magritte, entwickelte er einen eigenen, linearen Stil, der erkennbare Gegenstände nur im Umriss wiedergab. Er kombinierte auch geradlinige Formen durch detaillierte Elemente nach der Art des Fotorealismus. Caulfield war auch als Designer von Plakaten, Buchumschlägen und Keramik tätig, 1973 illustrierte er für Petersburg Press Gedichte von Jules Laforgue. An der Royal Opera House im Covent Garden entwarf er Bühnenbilder für Frederick Ahtons Ballett Rhapsodie.

## Ausstellungen
- 1961/62/63: Young Contemporaries, R.B.A. Galleries, London
- 1964: New Generation,  Whitechapel Gallery, London
- 1965: Einzelausstellung in der Robert Fraser Gallery, London
- 1965: 4. Biennale, Salon de la Jeune Peinture, Musee d′Art Moderne, Paris. Caulfield erhält die Auszeichnung für Graphik.
- 1966: Einzelausstellung in der Robert Elkon Gallery, New York
- 1967: Internationalen Grafikausstellung in Ljubljana, Jugoslawien
- 1977: Ausstellung in Santa Monica, Kalifornien
- 1978: Tate Gallery, London
- 1981: große Retrospektive in der Tate Gallery, London und der Walker Art Gallery, Liverpool
- 1996: Einzelausstellung bei Curwen Gallery, London
- 1997, 1998, 2002: Einzelausstellungen in den Waddington Galleries, London
- 1998: Einzelausstellung in der Victoria Art Gallery, Bath
- 1999: Einzelausstellung in der Alan Cristea Gallery, London
- 1999: Einzelausstellung in der Hayward Gallery, London
- 1999: Einzelausstellung bei Artforum Magazine Inc., New York
- 2000: Einzelausstellung bei Gwyther Contemporary, London
- 2000: Einzelausstellung in der Milton Keynes Gallery, Milton Keynes
- 2000: Einzelausstellung in der Peter Gwyther Gallery, London

## Auszeichnungen
- 1987: Turner Prize